# Nvidia-GeForce-400-Serie

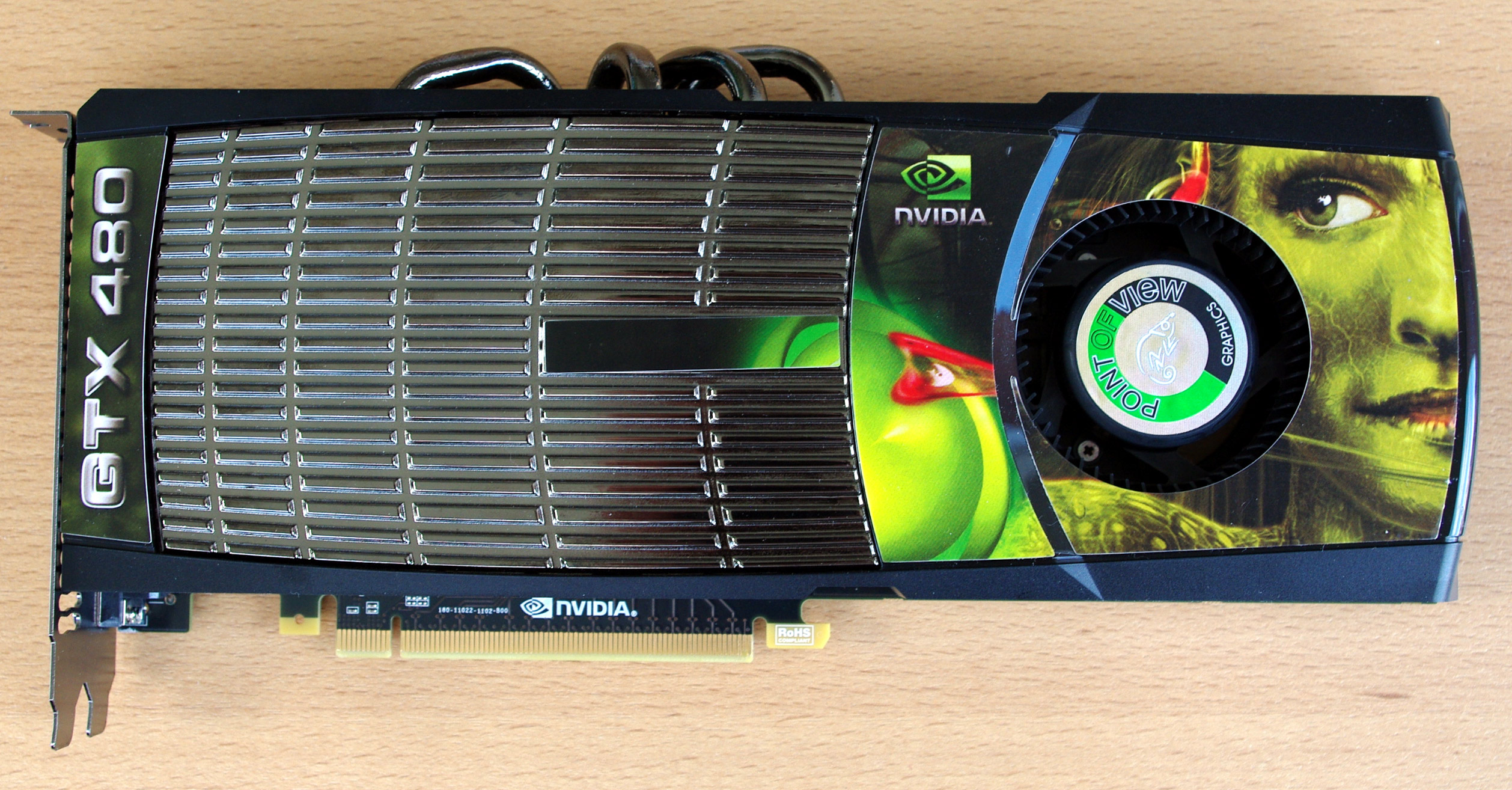
GeForce GTX 480 von Point of View im Referenzdesign

Die GeForce-400-Serie ist eine Serie von Desktop-Grafikchips des Unternehmens Nvidia und Nachfolger der GeForce-200-Serie bzw. GeForce-300-Serie. Alle Grafikprozessoren dieser Serie unterstützen erstmals das Shadermodell 5.0 (SM 5.0) nach DirectX 11, sowie OpenCL, CUDA und damit auch PhysX. Die GeForce-400-Serie wurde von der GeForce-500-Serie abgelöst.

## Beschreibung

### Geschichte

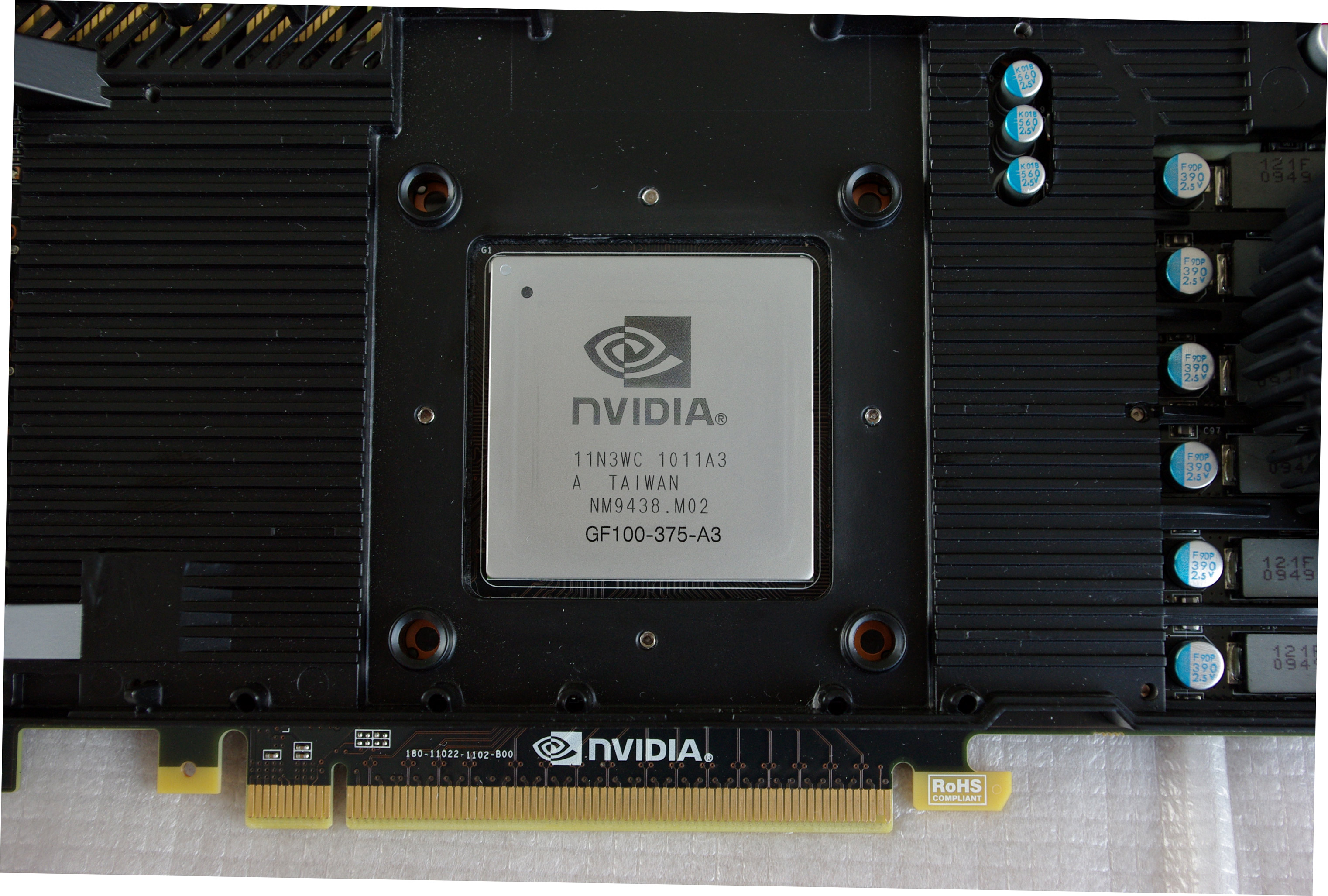
GF100-Grafikprozessor im A3-Stepping

Mit der GeForce-400-Serie führte Nvidia die Unterstützung des Shadermodells 5.0 nach DirectX 11 ein. Ursprünglich sollte diese noch im 4. Quartal 2009, passend zum Start von Windows 7 (mit welchem DirectX 11 veröffentlicht wurde), vorgestellt werden. Im Gegensatz zum Konkurrenten AMD hatte Nvidia sich für die Einführung einer komplett neuen Architektur entschieden, welche aber mehr Entwicklungszeit benötigte. Dies führte dazu, dass AMD das komplette Line-Up der Radeon-HD-5000-Serie auf den Markt bringen konnte, bevor die Entwicklung des ersten Grafikprozessors der GeForce-400-Serie abgeschlossen war. Dabei handelte es sich um den im 40-nm-Fertigungsprozess hergestellten GF100, welcher als erster auf der Fermi-Architektur basierte. Die aus rund drei Milliarden Transistoren bestehende GPU stellte Nvidia am 18. Januar 2010 vor, ohne allerdings entsprechende Grafikkarten zu präsentieren. Als Folge der Architekturänderungen erhöht sich, im Vergleich zum Vorgänger GT200, die Anzahl der Streamprozessoren auf dem GF100 pro Cluster von 24 auf 32. Da der GF100 insgesamt über 16 Shader-Cluster verfügt, stehen ihm 512 Streamprozessoren zur Verfügung. Durch das neue Verhältnis bei Shadern zu TMUs von 8:1, reduziert sich die Anzahl der Textureinheiten von 80 auf 64. Des Weiteren verfügt der GF100 über 48 Raster Operation Processors, welche in sechs Partitionen aufgeteilt sind. Jede ROP-Partition ist an einen 64-Bit-Speichercontroller für GDDR5-Speicher angegliedert, woraus ein 384-Bit-Speicherinterface resultiert. Dieses ermöglicht den Ausbau des Speichers auf 1,5 GB und 3 GB. Theoretisch ist auch der Ausbau auf 6 GB möglich.
Anfang Februar 2010 gab Nvidia bekannt, dass die Bezeichnungen für die ersten Grafikkarten auf Basis des GF100 GeForce GTX 470 und GTX 480 lauten werden. Zuvor war allgemein erwartet worden, dass die Karten der GeForce-300-Serie zugeordnet werden. Der offizielle Launch fand am 27. März 2010 statt. Obwohl die GeForce GTX 480 sich bei ihrer Vorstellung als die schnellste Single-GPU-Karte am Markt erwies, geriet sie in der Fachpresse für ihre hohe Leistungsaufnahme in die Kritik, wobei die GeForce GTX 480 einen neuen Negativrekord aufstellte, weshalb sie auch unter dem an den Namen der verwendeten Fermi-Architektur angelehnten Spitznamen „Thermi“ oder auch als „Grillforce“ bekannt ist. Daraus resultierten auch die kritischen Werte im Bereich der Temperatur- und Geräuschentwicklung. Für Beobachter unerwartet war, dass der GF100-Grafikprozessor auf der GeForce GTX 480 mit einem deaktivierten Shader-Cluster betrieben wird, was vermutlich auf Probleme mit dem 40-nm-Fertigungsprozess bei TSMC zurückgeht. Auf der GeForce GTX 470 sind dagegen zwei Shader-Cluster deaktiviert, womit diese die Performance der 6 Monate zuvor präsentierten AMD-Konkurrenten Radeon HD 5870 erreichte. Da sie im Bereich der Leistungsaufnahme und Geräuschentwicklung über bessere Werte als die GeForce GTX 480 verfügte, erhielt die GTX 470 in der Fachpresse auch bessere Kritiken. Der Verkaufsstart beider Modelle war offiziell am 12. April 2010, bevor am 31. Mai 2010 die GeForce GTX 465 folgte. Diese verwendete weiterhin eine GF100-GPU, allerdings mit fünf deaktivierten Shaderclustern und einem 256 Bit Speicherinterface. Damit platzierte sich die GeForce GTX 465 leistungsmäßig zwischen die AMD-Konkurrenten Radeon HD 5830 und 5850.
Am 12. Juli 2010 stellte Nvidia mit der GeForce GTX 460 die erste Karte auf Basis des GF104-Grafikprozessors vor. Im Vergleich zum GF100 halbierte Nvidia beim GF104 die Anzahl der Shader-Cluster und reduzierte die ROPs auf vier Partitionen, wodurch maximal ein 256-Bit-Speicherinterface verbaut werden kann. Gleichzeitig sind nun 48 statt 32 Streamprozessoren pro Cluster vorhanden, wobei sich auch die Anzahl der TMUs und SFUs verdoppelt hat. Da der GF104 nicht für Produkte der Quadro- und Teslaserie vorgesehen ist, reduzierte Nvidia die Verwendungsmöglichkeiten im Bereich des GPU-Computing. So wurde die Rechenleistung mit doppelter Genauigkeit massiv beschnitten, welche für 3D-Anwendungen allerdings unerheblich ist. Dadurch konnte rund eine Mrd. Transistoren des GF100 eingespart werden. Dies trug dazu bei, dass die Leistungsaufnahme sowie die Wärme- und Geräuschentwicklung auf der GeForce GTX 460 wieder deutlich geringer ausfiel, als dies noch bei den kritisierten Karten mit dem GF100 der Fall war. Nvidia stellte die GTX 460 in zwei Speicherausbaustufen vor: 768 und 1024 MB Vram. Die Variante mit 768 MB Vram platzierte sich von der Performance her zwischen die Radeon HD 5830 und der GeForce GTX 465. Die Ausbaustufe mit 1024 MB konnte sich dagegen vor die GeForce GTX 465 setzen, obwohl die Namensgebung etwas anderes suggeriert. Trotz der offiziellen Preisempfehlungen von 199 bzw. 229 US-$ zum Release ordnete Nvidia die Karten mit dem Kürzel „GTX“ dem High-End-Sektor zu. Für den OEM-Markt brachte Nvidia noch eine Version der GeForce GTX 460 mit reduzierten Taktraten, sowie eine „Second Edition“ bzw. „Special Edition“ bei welcher ein weiterer Shader-Cluster deaktiviert wurde und eine zweite Version der 1024 MB Vram Variante (als GTX 460 v2 bezeichnet), bei welcher die Taktraten erhöht, aber das Speicherinterface auf 192 Bit reduziert wurde. Dadurch sind die Speichercontroller asynchron bestückt, wie das auch bei der GeForce GTX 550 Ti der Fall ist.
Am 13. September 2010 stellte Nvidia die GeForce GTS 450 vor. Diese verwendet den GF106-Grafikprozessor, der mit 192 Shader- und 32 Textureinheiten in weitesten Sinn eine halbierte Version der GF104-GPU darstellt. Obwohl der GF106 über drei Rasterpartionen verfügt, womit ein 192 Bit Speicherinterface möglich wäre, setzt Nvidia bei der GTS 450 nur 128 Bit. Damit ist der Speicher im Referenzdesign 1024 MB groß, wobei auch 512 und 2048 MB möglich sind. Von der 3D-Leistung her erreicht die GeForce GTS 450, welche in der Fachpresse wie die GeForce GTX 460 für ihre geringe Geräuschentwicklung gelobt wurde, in etwa die Performance der Radeon HD 5750. Im direkten Vergleich mit dieser erreicht sie bessere Werte im Bereich Leistungsaufnahme im Idle, wohingegen diese unter Last weniger Strom verbraucht. Für den OEM-Markt brachte Nvidia noch eine angepasste Version der GeForce GTS 450 heraus, bei welcher ein Shader-Cluster deaktiviert, aber der Speicher auf 1536 MB vergrößert wurde. Ebenfalls eine Abwandlung der GTS 450 für den OEM-Bereich ist die GeForce GT 440, welche auch auf einen Shader-Cluster verzichten muss und statt GDDR5 DDR3-Speicher verwendet. Im Februar 2011 brachte Nvidia die GT 440 auch noch für den Retail-Markt raus, allerdings basierte diese auf dem GF108-Grafikprozessor der GeForce GT 430.
Am 11. Oktober 2010 präsentierte Nvidia die GeForce GT 430. Diese basierte auf dem GF108-Grafikprozessor, der eine halbierte Version der GF106-GPU darstellt, womit die GT 430 von der 3D-Performance her zwischen die AMD-Konkurrenten Radeon HD 5550 und 5570 platzierte. Damit richtete die im Low-Profile-Format produzierte Karte sich in erster Linie an „Casual Gamer“, bzw. für den Einsatz in Multimedia- und HTPCs. Gegenüber den AMD-Konkurrenten weist sie eine höhere Leistungsaufnahme unter Last auf, besitzt aber Vorteile bei der Wiedergabe von Blu-ray-Medien. Bereits am 3. September 2010 listete Nvidia, zeitgleich mit der Vorstellung einer Reihe von Produkten der GeForce-400M-Serie, die GeForce GT 420 für den OEM-Markt auf ihrer Website auf. Wenige Tage später wurde diese wieder von der Website entfernt, womit zunächst unklar blieb, ob die Karte wirklich „gelauncht“ war. Seit der Präsentation der GeForce GT 430 wird auch die GT 420 wieder aufgelistet.

### Fermi-Architektur
Bei der GeForce-400-Serie verwendet Nvidia erstmals die neuentwickelte „Fermi-Architektur“, welche auch auf den Quadro- und Teslakarten eingesetzt wird. Fermi ist der Nachfolger der Unified-Shader-Architektur des G80-Grafikprozessors. Die primären Verbesserungen beziehen sich auf die Unterstützung von DirectX 11 sowie die erweiterten Anwendungsmöglichkeiten im Bereich des GPU-Computing.
Die Grafikprozessoren auf Basis der „Fermi-Architektur“ bestehen primär aus den „Graphics Processing Clusters“ (GPC). Diese „Graphics Processing Clusters“ beherbergen neben der „Raster Engine“ auch vier Shader-Cluster bzw. „Streaming Multiprocessors“. Jeder Shader-Cluster wiederum verfügt über 32 bis 48 Streamprozessoren, vier bis acht Textureinheiten sowie eine „PolyMorph Engine“. Hinzu kommen noch je 16 „Load/Store“-Einheiten, welche Quell- und Zieladressen von 16 Threads in einem Takt berechnen und die Ergebnisse in den Cache oder VRAM schreiben können. Des Weiteren sind noch je vier bis acht „Special Function Units“ (SFU) zur Sinus- und Kosinus-Berechnung vorhanden. Jede SFU kann pro Takt eine Instruktion pro Thread ausführen, wobei für einen Warp acht Takte benötigt werden.
Bei den „CUDA Cores“ (eine Anspielung auf die CUDA-API von Nvidia) handelt es sich um einfach-skalare Streamprozessoren, welche sich nach wie vor aus einer vollwertigen „Arithmetic Logic Unit“ (ALU) und einer „Floating Point Unit“ (FPU) zusammensetzen. Zur Verbesserung der GPU-Computing-Fähigkeiten verfügen die Grafikprozessoren der „Fermi-Architektur“ als erste überhaupt über eine komplette Unterstützung von C++ und sind, genau wie die Radeon-HD-5000-Serie von AMD, mit dem IEEE-754-2008-Standard vollständig kompatibel. Letzteres wurde notwendig, um zur Verbesserung der Double-Precision-Fähigkeiten (Rechnen mit doppelter Genauigkeit) das gegenüber MAD genauere FMA (Fused Multiply-Add) verwenden zu können. Jeder Streamprozessor kann pro Takt ein Fused Multiply-ADD (FMA) berechnen, unabhängig davon, ob es eine Single-Precision- oder eine Double-Precision-Operation ist. Im Gegensatz zur Vorgängergeneration sind Multiplikations-Operationen (MUL) auf der „Fermi-Architektur“ nicht mehr möglich.
Bisher waren die Textureinheiten beim G80 bzw. GT200 in sogenannten „Texture Processing Clusters“ zusammengefasst. Bei der „Fermi-Architektur“ entfällt dieser Cluster komplett. Stattdessen sind je Shader-Cluster vier bis acht Textureinheiten vorhanden. Dadurch verschlechtert sich zwar das Verhältnis von Shadern zu TMUs auf 8:1 bzw. 6:1 (zuvor 2:1 bzw. 3:1), allerdings ist nun auch ein dedizierter 12 KB L1-Texture-Cache pro Shader-Cluster vorhanden.
Die Raster Operation Processors (ROP) sind bei der Fermi-Architektur teilweise neu organisiert worden. Nach wie vor werden diese in Partitionen zusammengefasst, welche auch weiterhin an den Speichercontroller angegliedert sind, wobei nun pro Partition bis zu acht Rasterendstufen vorhanden sein können. Ein ROP kann nach einem Takt ein 32-Bit-Integer-Pixel, ein 16-Bit-Floating-Point-Pixel nach zwei Takten oder ein 32-Bit-FP-Pixel nach vier Takten ausgeben. Die Anzahl der maximal zu bearbeitenden Pixel wird allerdings dadurch limitiert, dass jeder Shader-Cluster pro Takt lediglich 2 (GF100) bzw. 4 Pixel (GF104, GF106 und GF108) an die ROPs weitergeben kann. Bei den bisher erschienen Fermi-Modellen kann die volle Anzahl an ROPs daher nur bei der überwiegenden Bearbeitung von 16- und 32-Bit-Floating-Point-Pixeln genutzt werden, was die maximale Pixelfüllrate limitiert. Bei der Nutzung von Formaten höher als 32-Bit-Pixeln können allerdings aufgrund anderer Belegung der Datenpfade ebenfalls nicht alle ROPs ausgelastet werden. Diese Einschränkung gilt allerdings nicht für die Z-Füllrate.
Zur Verbesserung der GPU-Computing-Fähigkeiten weist die „Fermi-Architektur“ neben dem Shared Memory- auch einen L1- und L2-Cache auf. Jeder Shader-Cluster verfügt über einen 76 KB großen Cache, wobei 12 KB L1 Texture Cache für die Textureinheiten spezialisiert sind. Die restlichen 64 KB sind frei konfigurierbar, so dass entweder dem L1-Cache 48 KB und der Shared-Memory-Cache 16 KB zugewiesen werden können, oder umgekehrt. Zusätzlich ist bei der „Fermi-Architektur“ noch ein globaler, als „Unified“ ausgelegter L2-Cache vorhanden, der pro Speichercontroller 128 KB groß ist und somit im Falle des GF100 insgesamt 768 KB beinhaltet (GT200: 256 KB). Durch die Unified-Auslegung ist es möglich, auf den L2-Texture-Cache, einen ROP-Cache und die On-Chip-FIFOs früherer Architekturen zu verzichten. Der L2-Cache ist dafür zuständig, alle Load-, Store- und Textur-Anfragen aufzunehmen, wobei nun sämtliche Einheiten gleichzeitig auf diesen zugreifen können.
Nvidia hat die Renderingpipelines bei der „Fermi-Architektur“ neu organisiert. Die GPU erhält die Befehle von der CPU zunächst über das sogenannte Host-Interface. Die „GigaThread Engine“ kopiert daraufhin die Daten aus dem Systemspeicher in den eigenen Videospeicher und teilt diese in Thread-Blöcke ein. Diese werden dann über die „Graphics Processing Clusters“ bzw. deren „Raster Engine“ an die Shader-Cluster weitergeleitet, welche von Nvidia nun auch als „Streaming Multiprocessors“ bezeichnet werden. Jeder Block wird nun in 32 Threads bzw. Warps unterteilt, wobei jeder Shader-Cluster 48 Warps bearbeiten kann, bevor diese an die Streamprozessoren weitergeleitet werden.

### Namensgebung
Bei der GeForce-400-Serie wird das Bezeichnungsschema verwendet, welches erstmals mit der GeForce-200-Desktopserie eingeführt wurde. Alle Grafikchips werden mit einem Buchstabenkürzel zur Einordnung des Leistungssektors sowie einer dreistelligen Nummer bezeichnet, die generell mit einer „4“ (für GeForce 400) beginnt. Die letzten beiden Ziffern dienen zur weiteren Differenzierung innerhalb des jeweiligen Leistungssektors.
Buchstabenkürzel:
- GT oder kein Präfix – Low-Budget
- GTS – Mainstream
- GTX – High-End und Performance

Aufgrund des allgemeinen Preisverfalls am Markt, sowie Währungsschwankungen, treffen die ursprünglichen Klassifizierungen von Nvidia nicht grundsätzlich zu.

## Datenübersicht

### Grafikprozessoren
| Grafik- chip | Fertigung | Fertigung      | Fertigung   | Einheiten          | Einheiten | Einheiten           | Einheiten       | Einheiten       | Einheiten       | L2- Cache | API-Support | API-Support | API-Support | Video- pro- zessor | Bus- Schnitt- stelle |
| Grafik- chip | Pro- zess | Transi- storen | Die- Fläche | ROP- Parti- tionen | ROPs      | Unified-Shader      | Unified-Shader  | Textureinheiten | Textureinheiten | L2- Cache | DirectX     | OpenGL      | OpenCL      | Video- pro- zessor | Bus- Schnitt- stelle |
| Grafik- chip | Pro- zess | Transi- storen | Die- Fläche | ROP- Parti- tionen | ROPs      | Stream- prozessoren | Shader- Cluster | TAUs            | TMUs            | L2- Cache | DirectX     | OpenGL      | OpenCL      | Video- pro- zessor | Bus- Schnitt- stelle |
| ------------ | --------- | -------------- | ----------- | ------------------ | --------- | ------------------- | --------------- | --------------- | --------------- | --------- | ----------- | ----------- | ----------- | ------------------ | -------------------- |
| GF100        | 40 nm     | 3,04 Mrd.      | 526 mm²     | 6                  | 48        | 512                 | 16              | 64              | 64              | 768 KB    | 11.0        | 4.4         | 1.1         | VP4                | PCIe 2.0             |
| GF104        | 40 nm     | 1,95 Mrd.      | 332 mm²     | 4                  | 32        | 384                 | 08              | 64              | 64              | 512 KB    | 11.0        | 4.4         | 1.1         | VP4                | PCIe 2.0             |
| GF106        | 40 nm     | 1,17 Mrd.      | 238 mm²     | 3                  | 24        | 192                 | 04              | 32              | 32              | 384 KB    | 11.0        | 4.4         | 1.1         | VP4                | PCIe 2.0             |
| GF108        | 40 nm     | 0,58 Mrd.      | 114 mm²     | 1                  | 04        | 096                 | 02              | 16              | 16              | 256 KB    | 11.0        | 4.4         | 1.1         | VP4                | PCIe 2.0             |
| GF114        | 40 nm     | 1,95 Mrd.      | 332 mm²     | 4                  | 32        | 384                 | 08              | 64              | 64              | 512 KB    | 11.0        | 4.4         | 1.1         | VP4                | PCIe 2.0             |
| GF116        | 40 nm     | 1,17 Mrd.      | 238 mm²     | 3                  | 24        | 192                 | 04              | 32              | 32              | 384 KB    | 11.0        | 4.4         | 1.1         | VP4                | PCIe 2.0             |
| GT216        | 40 nm     | 0,49 Mrd.      | 100 mm²     | 2                  | 08        | 048                 | 02              | 16              | 16              | 64 kB     | 10.1        | 3.3         | 1.1         | VP4                | PCIe 2.0             |
| GT218        | 40 nm     | 0,26 Mrd.      | 057 mm²     | 1                  | 04        | 016                 | 01              | 08              | 08              | 32 kB     | 10.1        | 3.3         | 1.1         | VP4                | PCIe 2.0             |

### Modelldaten
| Modell                  | Offizieller Launch | Grafikprozessor (GPU) | Grafikprozessor (GPU) | Grafikprozessor (GPU) | Grafikprozessor (GPU) | Grafikprozessor (GPU) | Grafikprozessor (GPU) | Grafikprozessor (GPU) | Grafikspeicher | Grafikspeicher | Grafikspeicher | Grafikspeicher      | Leistungsdaten             | Leistungsdaten             | Leistungsdaten                          | Leistungsdaten              | Leistungsdaten              | Leistungsdaten                 |
| Modell                  | Offizieller Launch | Typ                   | Aktive Einheiten      | Aktive Einheiten      | Aktive Einheiten      | Aktive Einheiten      | Chiptakt (in MHz)     | Chiptakt (in MHz)     | Größe (in MB)  | Takt (in MHz)  | Typ            | Speicher- interface | Rechenleistung (in GFlops) | Rechenleistung (in GFlops) | Polygon- durchsatz (in Mio. Dreiecke/s) | Pixelfüllrate (in GPixel/s) | Texelfüllrate (in GTexel/s) | Speicher- bandbreite (in GB/s) |
| Modell                  | Offizieller Launch | Typ                   | ROPs                  | Shader- Cluster       | ALUs                  | Textur- einheiten     | GPU                   | Shader                | Größe (in MB)  | Takt (in MHz)  | Typ            | Speicher- interface | SP (MAD)                   | DP (FMA)                   | Polygon- durchsatz (in Mio. Dreiecke/s) | Pixelfüllrate (in GPixel/s) | Texelfüllrate (in GTexel/s) | Speicher- bandbreite (in GB/s) |
| ----------------------- | ------------------ | --------------------- | --------------------- | --------------------- | --------------------- | --------------------- | --------------------- | --------------------- | -------------- | -------------- | -------------- | ------------------- | -------------------------- | -------------------------- | --------------------------------------- | --------------------------- | --------------------------- | ------------------------------ |
| GeForce 405             | 3. Sep. 2010       | GT218                 | 4                     | 1                     | 16                    | 8                     | 589                   | 1402                  | 512            | 790            | DDR3           | 64 Bit              | 44,9                       | –                          | k. A.                                   | 2,4                         | 4,7                         | 12,6                           |
| GeForce 405             | 3. Sep. 2010       | GT216                 | 8                     | 2                     | 48                    | 16                    | 475                   | 1100                  | 512            | 800            | DDR3           | 64 Bit              | 44,9                       | –                          | k. A.                                   | 3,8                         | 7,6                         | 12,8                           |
| GeForce GT 420          | 3. Sep. 2010       | GF108                 | 4                     | 1                     | 48                    | 4                     | 700                   | 1400                  | 2048           | 900            | DDR3           | 128 Bit             | 134,4                      | 11,2                       | 350                                     | 1,4                         | 2,8                         | 28,8                           |
| GeForce GT 430          | 11. Okt. 2010      | GF108                 | 4                     | 2                     | 96                    | 16                    | 700                   | 1400                  | 1024           | 800            | DDR3           | 64 Bit              | 268,8                      | 22,4                       | 350                                     | 2,8                         | 11,2                        | 12,8                           |
| GeForce GT 430          | 11. Okt. 2010      | GF108                 | 4                     | 2                     | 96                    | 16                    | 700                   | 1400                  | 2048           | 800            | DDR3           | 128 Bit             | 268,8                      | 22,4                       | 350                                     | 2,8                         | 11,2                        | 25,6                           |
| GeForce GT 440          | 1. Feb. 2011       | GF108                 | 4                     | 2                     | 96                    | 16                    | 810                   | 1620                  | 1024           | 900            | DDR3           | 128 Bit             | 311                        | 25,9                       | 404                                     | 3,2                         | 13                          | 28,8                           |
| GeForce GT 440          | 1. Feb. 2011       | GF108                 | 4                     | 2                     | 96                    | 16                    | 810                   | 1620                  | 512–1024       | 1600 (800)     | GDDR5          | 128 Bit             | 311                        | 25,9                       | 404                                     | 3,2                         | 13                          | 51,2                           |
| GeForce GT 440          | 11. Okt. 2010      | GF106                 | 24                    | 3                     | 144                   | 24                    | 594                   | 1189                  | 1536           | 900            | DDR3           | 192 Bit             | 342,4                      | 28,5                       | 594                                     | 7,1                         | 14,3                        | 43,2                           |
| GeForce GT 440          | 11. Okt. 2010      | GF106                 | 24                    | 3                     | 144                   | 24                    | 594                   | 1189                  | 3072           | 800            | DDR3           | 192 Bit             | 342,4                      | 28,5                       | 594                                     | 7,1                         | 14,3                        | 38,4                           |
| GeForce GTS 450         | 13. Sep. 2010      | GF106                 | 16                    | 4                     | 192                   | 32                    | 783                   | 1566                  | 1024           | 1804 (902)     | GDDR5          | 128 Bit             | 601,3                      | 50,1                       | 783                                     | 6,3                         | 25,1                        | 57,7                           |
| GeForce GTS 450 Rev. 2  | 15. März 2011      | GF116                 | 16                    | 4                     | 192                   | 32                    | 783                   | 1566                  | 1024           | 1804 (902)     | GDDR5          | 128 Bit             | 601,3                      | 50,1                       | 783                                     | 6,3                         | 25,1                        | 57,7                           |
| GeForce GTS 450 Rev. 3  | 11. Jul. 2012      | GF116                 | 16                    | 3                     | 144                   | 24                    | 783                   | 1566                  | 1024           | 1400 (700)     | DDR3           | 128 Bit             | 451                        | 37,6                       | 783                                     | 4,7                         | 18,8                        | 22,4                           |
| GeForce GTS 450         | 11. Okt. 2010      | GF106                 | 24                    | 3                     | 144                   | 24                    | 790                   | 1580                  | 1536           | 2000 (1000)    | GDDR5          | 192 Bit             | 455                        | 37,9                       | 790                                     | 4,7                         | 19,0                        | 96                             |
| GeForce GTX 460 768 MB  | 12. Juli 2010      | GF104                 | 24                    | 7                     | 336                   | 56                    | 675                   | 1350                  | 768            | 1800 (900)     | GDDR5          | 192 Bit             | 907,2                      | 75,6                       | 1350                                    | 9,5                         | 37,8                        | 86,4                           |
| GeForce GTX 460 1024 MB | 12. Juli 2010      | GF104                 | 32                    | 7                     | 336                   | 56                    | 675                   | 1350                  | 1024           | 1800 (900)     | GDDR5          | 256 Bit             | 907,2                      | 75,6                       | 1350                                    | 9,5                         | 37,8                        | 115,2                          |
| GeForce GTX 460 SE      | 15. Nov. 2010      | GF104                 | 32                    | 6                     | 288                   | 48                    | 650                   | 1300                  | 1024           | 1700 (850)     | GDDR5          | 256 Bit             | 748,8                      | 62,4                       | 1300                                    | 7,8                         | 31,2                        | 108,8                          |
| GeForce GTX 460 Rev. 2  | 24. Sep. 2011      | GF114                 | 24                    | 7                     | 336                   | 56                    | 778                   | 1556                  | 1024           | 2004 (1002)    | GDDR5          | 192 Bit             | 1045,6                     | 87,1                       | 1556                                    | 10,9                        | 43,6                        | 96,2                           |
| GeForce GTX 460         | 2. Aug. 2010       | GF104                 | 32                    | 7                     | 336                   | 56                    | 650                   | 1300                  | 1024           | 1700 (850)     | GDDR5          | 256 Bit             | 873,6                      | 72,8                       | 1300                                    | 9,1                         | 36,4                        | 108,8                          |
| GeForce GTX 465         | 31. Mai 2010       | GF100                 | 32                    | 11                    | 352                   | 44                    | 607                   | 1215                  | 1024           | 1604 (802)     | GDDR5          | 256 Bit             | 855,4                      | 106,9                      | 1821                                    | 13,4                        | 26,7                        | 102,7                          |
| GeForce GTX 470         | 27. März 2010      | GF100                 | 40                    | 14                    | 448                   | 56                    | 607                   | 1215                  | 1280           | 1676 (838)     | GDDR5          | 320 Bit             | 1088,6                     | 136,1                      | 2428                                    | 17,0                        | 33,9                        | 134,1                          |
| GeForce GTX 480         | 27. März 2010      | GF100                 | 48                    | 15                    | 480                   | 60                    | 700                   | 1401                  | 1536           | 1848 (924)     | GDDR5          | 384 Bit             | 1345                       | 168,1                      | 2800                                    | 21,0                        | 42,0                        | 177,4                          |

### Leistungsaufnahmedaten
| Modell                  | Typ   | Verbrauch (Watt) | Verbrauch (Watt) | Verbrauch (Watt) | Verbrauch (Watt) | zusätzliche Strom- stecker |
| Modell                  | Typ   | MGCP             | Messwerte        | Messwerte        | Messwerte        | zusätzliche Strom- stecker |
| Modell                  | Typ   | MGCP             | Idle             | 3D-Last          | Maximallast      | zusätzliche Strom- stecker |
| ----------------------- | ----- | ---------------- | ---------------- | ---------------- | ---------------- | -------------------------- |
| GeForce 405 (OEM)       | GT218 | 25               | k. A.            | k. A.            | k. A.            | keine                      |
| GeForce GT 420 (OEM)    | GF108 | k. A.            | k. A.            | k. A.            | k. A.            | keine                      |
| GeForce GT 430          | GF108 | 49               | 7                | k. A.            | 48               | keine                      |
| GeForce GT 430 (OEM)    | GF108 | 60               | k. A.            | k. A.            | k. A.            | keine                      |
| GeForce GT 440          | GF106 | 65               | k. A.            | k. A.            | k. A.            | keine                      |
| GeForce GT 440 (OEM)    | GF106 | 56               | k. A.            | k. A.            | k. A.            | keine                      |
| GeForce GTS 450         | GF106 | 106              | 12–15            | k. A.            | 102–105          | 1 × 6-Pin                  |
| GeForce GTS 450 Rev. 2  | GF116 | 106              | k. A.            | k. A.            | k. A.            | 1 × 6-Pin                  |
| GeForce GTS 450 Rev. 3  | GF116 | 106              | k. A.            | k. A.            | k. A.            | 1 × 6-Pin                  |
| GeForce GTS 450 (OEM)   | GF106 | 106              | k. A.            | k. A.            | k. A.            | 1 × 6-Pin                  |
| GeForce GTX 460 768 MB  | GF104 | 150              | 14               | k. A.            | 137              | 2 × 6-Pin                  |
| GeForce GTX 460 1024 MB | GF104 | 160              | 16               | k. A.            | 158              | 2 × 6-Pin                  |
| GeForce GTX 460 SE      | GF104 | k. A.            | k. A.            | k. A.            | k. A.            | 2 × 6-Pin                  |
| GeForce GTX 460 Rev. 2  | GF114 | 160              | k. A.            | k. A.            | k. A.            | 2 × 6-Pin                  |
| GeForce GTX 460 (OEM)   | GF104 | 160              | k. A.            | k. A.            | k. A.            | 2 × 6-Pin                  |
| GeForce GTX 465         | GF100 | 200              | 26–29            | k. A.            | 181–204          | 2 × 6-Pin                  |
| GeForce GTX 470         | GF100 | 215              | 30–31            | k. A.            | 231–239          | 2 × 6-Pin                  |
| GeForce GTX 480         | GF100 | 250              | 45–49            | k. A.            | 304–318          | 1 × 6-Pin 1 × 8-Pin        |